# Johann Franz Brentano
Johann Franz Wilhelm Paul Brentano (* 29. Mai 1801 in Darmstadt; † 27. April 1841 in Frankfurt am Main) war ein deutscher Porträtmaler.
Johann Franz Brentano gehörte einem in Seligenstadt lebenden Darmstädter Zweig der Familie an. Er wird deshalb in der Literatur auch Brentano aus (von) Seligenstadt genannt. Seine Mutter Luise war Kammerfrau der Landgräfin von Darmstadt. Sie „… machte ihren Einfluss geltend, um das Studium ihres Sohnes durch den Großherzog Ernst Ludwig unterstützen zu lassen“. Ab 1820 studierte Brentano an der Kunstschule des Städelschen Instituts und wurde zum Umkreis der Maler und Lehrer Philipp Veit und Edward von Steinle gerechnet. 1835 malte er – zusammen mit seinem Studienkollegen Joseph Settegast – das von Veit entworfene Altarbild in der Kirche St. Peter und Paul in Camberg im Taunus. Für von Steinle führte er 1838 in der Kapelle des Bethmann-Hollwegschen Schlosses Rheineck die oberen kleinen Bilder aus.
In Frankfurt war Johann Franz als produktiver Porträtmaler tätig. Er fertigte für den Kaisersaal im Frankfurter Römer die Bildnisse von Kaiser Karl IV. (gestiftet von dem Abendzirkel in Frankfurt am Main) und Maximilian I. als Auftragsarbeiten an. Das Gemälde Karls ist noch heute zu sehen. Es wird vermutet, dass ein Frankfurter Bediensteter von Alexander von Bethmann Modell für das Gemälde gesessen hat.
Das in Auftrag gegebene, Maximilian I. darstellende Porträt wurde abgelehnt und dem Historischen Museum übergeben. Es wurde schließlich von Brentanos Kollegen Alfred Rethel für den Kaisersaal ausgeführt.
Brentano starb kurz vor der Eröffnung der Kaisergalerie für das Frankfurter Publikum.